# Andreas Nilsen
Pour les articles homonymes, voir Nilsen.
Andreas Nilsen (né le 10 août 1980) est un skieur alpin norvégien.

## Coupe du Monde
- Meilleur classement final : 84e en 2004.
- Meilleur résultat : 10e.